# Botschaften an Außerirdische

Darstellung der Pioneer-Plakette

Mit Botschaften an Außerirdische werden verschiedene Projekte bezeichnet, die zum Ziel haben, Informationen über die Erde, Natur und Menschheit aktiv, bewusst und gesteuert etwaigen Außerirdischen zuzusenden bzw. zu überlassen. Oft werden hierfür auch die englischsprachigen Begriffe METI (Messaging to Extra-Terrestrial Intelligence), CETI (Communication with Extra-Terrestrial Intelligence) und Active SETI verwendet.
Die vielleicht berühmtesten Projekte stellen die Voyager Golden Records (die beiden vergoldeten Datenplatten mit Bildern und Tonaufzeichnungen) und die Pioneer-Plaketten dar. Neben diesen bewussten, aber nicht zielgerichteten Botschaften werden immer wieder Botschaften mittels Radiosender auf aussichtsreiche Sterngebiete gesendet. Eine erste davon war die Arecibo-Botschaft im Jahr 1974, die vom gleichnamigen Radioteleskop versendet wurde.

Entschlüsselte Nachricht der Arecibo-Botschaft

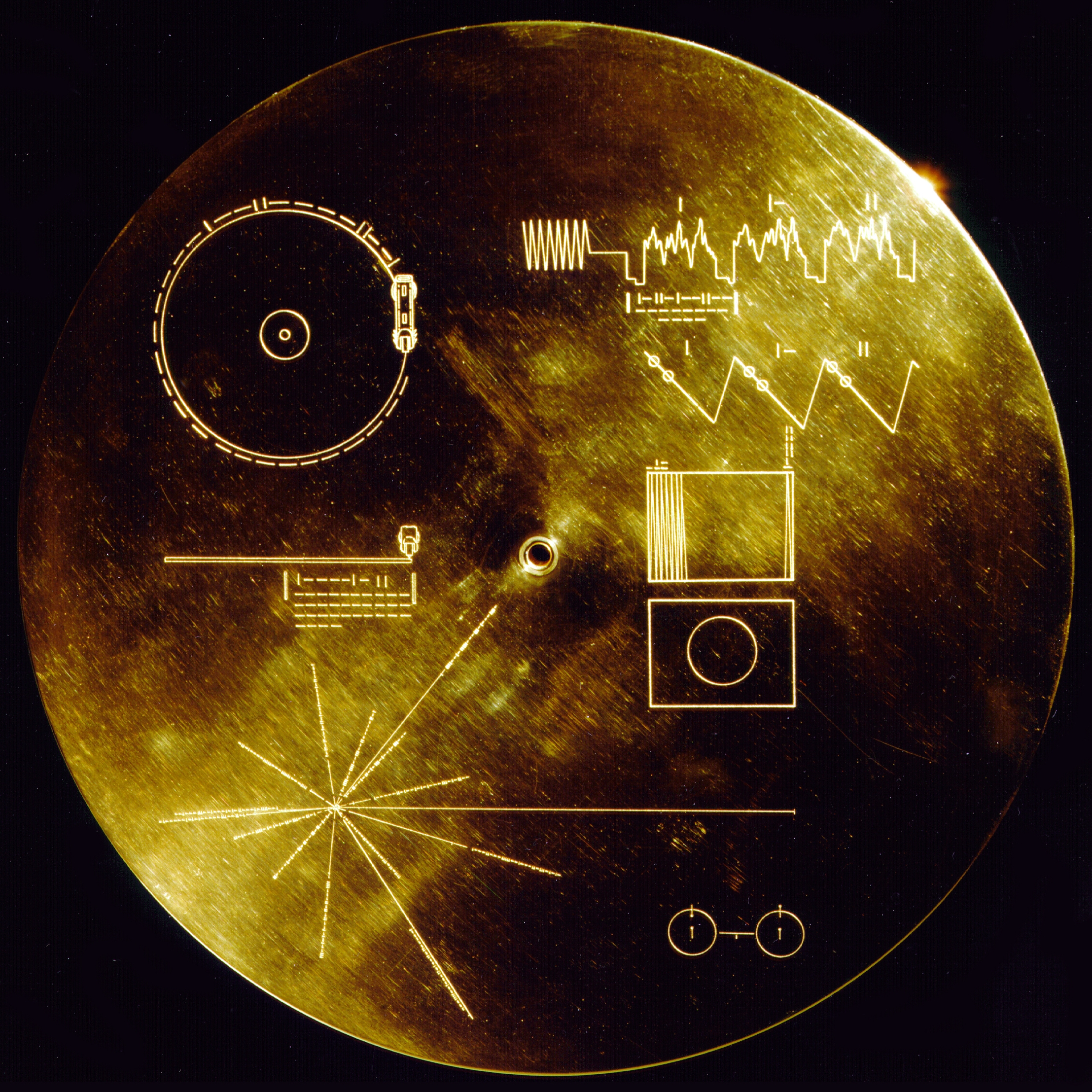
Voyager Goldene Platte mit Bild-Botschaft

Forscher, wie der Astrophysiker Stephen Hawking und David Brin, spekulieren aber, dass Botschaften an Außerirdische auch mit erheblichen Risiken verbunden sein könnten. Es gibt Pläne für eine Planetare Verteidigung. Zur Risikobewertung eines gesendeten Signals wurde die San-Marino-Skala geschaffen. Nach der zehnstufigen Skala wäre die 1974 gesendete Arecibo-Botschaft Stufe 8.

## Liste von Botschaften
Diese unvollständige Liste gibt einen Überblick über Botschaften, die für mögliche außerirdische Empfänger abgegeben wurden.
| Name | Typ                                                        | Absendedatum (seit) | Ziel                                                 |
| --- | ---------------------------------------------------------- | ------------------- | ---------------------------------------------------- |
| Von Carl Friedrich Gauss vorgeschlagene Pflanzungen in Form der Figur des pythagoräischen Lehrsatzes              | Optisches Signal                                           | 19. Jahrhundert     | Mond                                                 |
| Evtl. von Joseph Johann Littrow vorgeschlagene brennende Gräben in Form geometrischer Figuren in der Sahara       | Optisches Signal                                           | 19. Jahrhundert     | Venus, Mars                                          |
| Charles Cros wollte in Europa Spiegel aufstellen, um mit möglichen Marsbewohnern zu kommunizieren.                | Lichtsignal                                                | 1869                | Mars                                                 |
| The Morse Message                                                                                                 | Radiosignal                                                | 1962                | Venus                                                |
| Pioneer-Plakette an den interstellaren Raumsonden Pioneer 10 und Pioneer 11                                       | Plakette an Raumsonde                                      | 1972                | Aldebaran (Pioneer 10)                               |
| Arecibo-Botschaft                                                                                                 | Radiowellen-Signal                                         | 1974                | Kugelsternhaufen M13                                 |
| Voyager Golden Record an den Raumsonden Voyager 1 und Voyager 2                                                   | Datenplatte mit Bild- und Audio-Informationen an Raumsonde | 1977                | unbestimmt                                           |
| Cosmic Call I | Radiosignal                                                | 1999                | Sonnennahe Sterne                                    |
| Teen Age Message                                                                                                  | Radiosignal                                                | 2001                |                                                      |
| Cosmic Call II | Radiosignal                                                | 2003                | Sonnennahe Sterne                                    |
| CosmicConnexion                                                                                                   | Radiosignal per Parabolantenne                             | 2006                | Errai                                                |
| New Horizons u. a. mit Penny-Münzen und Namen                                                                     | Raumsonde                                                  | 2006                | Pluto, dann unbestimmt                               |
| A Message from Earth                                                                                              | Radiosignal                                                | 2008                | Gliese 581                                           |
| Across the Universe                                                                                               | Radiosignal                                                | 2008                | Polarstern                                           |
| Werbebotschaft von den Anlagen des europäischen Forschungsprogramms EISCAT                                        | Radiosignal                                                | 2008                | 47 Ursae Majoris                                     |
| Hello from Earth                                                                                                  | Radiosignal                                                | 2009                |                                                      |
| Wow! Reply (als Antwort auf das Wow!-Signal)                                                                      | Radiosignal                                                | 2012                | Hipparcos 34511, Hipparcos 33277 und Hipparcos 43587 |
| Plakette, die das Wort „Wasser“ als Wellen in verschiedenen Sprachen darstellt und ein Gedicht, am Europa Clipper | Plakette an Raumsonde                                      | 2024                | Europa (Mond), Mond von Jupiter (Planet)             |